# Desa Taringgul Landeuh
Desa Taringgul Landeuh är en administrativ by i Indonesien.   Den ligger i provinsen Jawa Barat, i den västra delen av landet, 90 km sydost om huvudstaden Jakarta.